# 37-я база
37-я база — подразделение военно-космической разведки Сил стратегического обеспечения Народно-освободительной армии Китая (НОАК). Основной задачей 37-й базы является отслеживание и идентификация иностранных космических объектов и предупреждение о потенциальных угрозах, таких как ракетные атаки.

## История
В ходе реформы НОАК в 2015 году были созданы Силы стратегического обеспечения, в которые вошла военно-космическая 26-я база со штабом в городе Сиань. Следующим шагом стало выделение из состава 26-й базы объектов специализированных военных пунктов оптического наблюдения за космическими объектами (КО) и радиолокационного наблюдения для предупреждения о ракетном нападении (ПРН) и контроля космического пространства (ККП). Военные пункты оптического наблюдения КО были независимы от подобных объектов Китайской академии наук. Эти объекты находились под управлением в/ч 63768, штаб которой располагался в Линьтуне — пригороде Сианя. На основе этой структуры была создана отдельная 37-я база со штабом в Линьтуне. По состоянию на сентябрь 2023 года не была известна точная дата образования 37-й базы, однако в китайских СМИ она была впервые упомянута в марте 2018 года.

## Структура
37-я база представляет собой военную организационную структуру уровня корпуса. 37-я база включает в свой состав военные объекты, расположенные в провинциях Шэньси, Шаньдун, Синьцзян, Юньнань, Ханчжоу, Цинхай, Хубэй, а также в Пекине и Чунцине.
Точное расположение штаба 37-й базы неизвестно; по одной из версий, он расположен в офисном центре по адресу: улица Хуаньчэндун-лу, дом № 2.

## Деятельность
В отчёте Института изучения китайской аэрокосмической деятельности предполагается, что 37-я база выполняет задачи, аналогичные подразделениям Space Delta 2 и Space Delta 4 Космических сил США. Среди основных задач предполагается уточнение и поддержание каталога космических объектов на околоземных орбитах.